# Asta von Mallinckrodt-Haupt

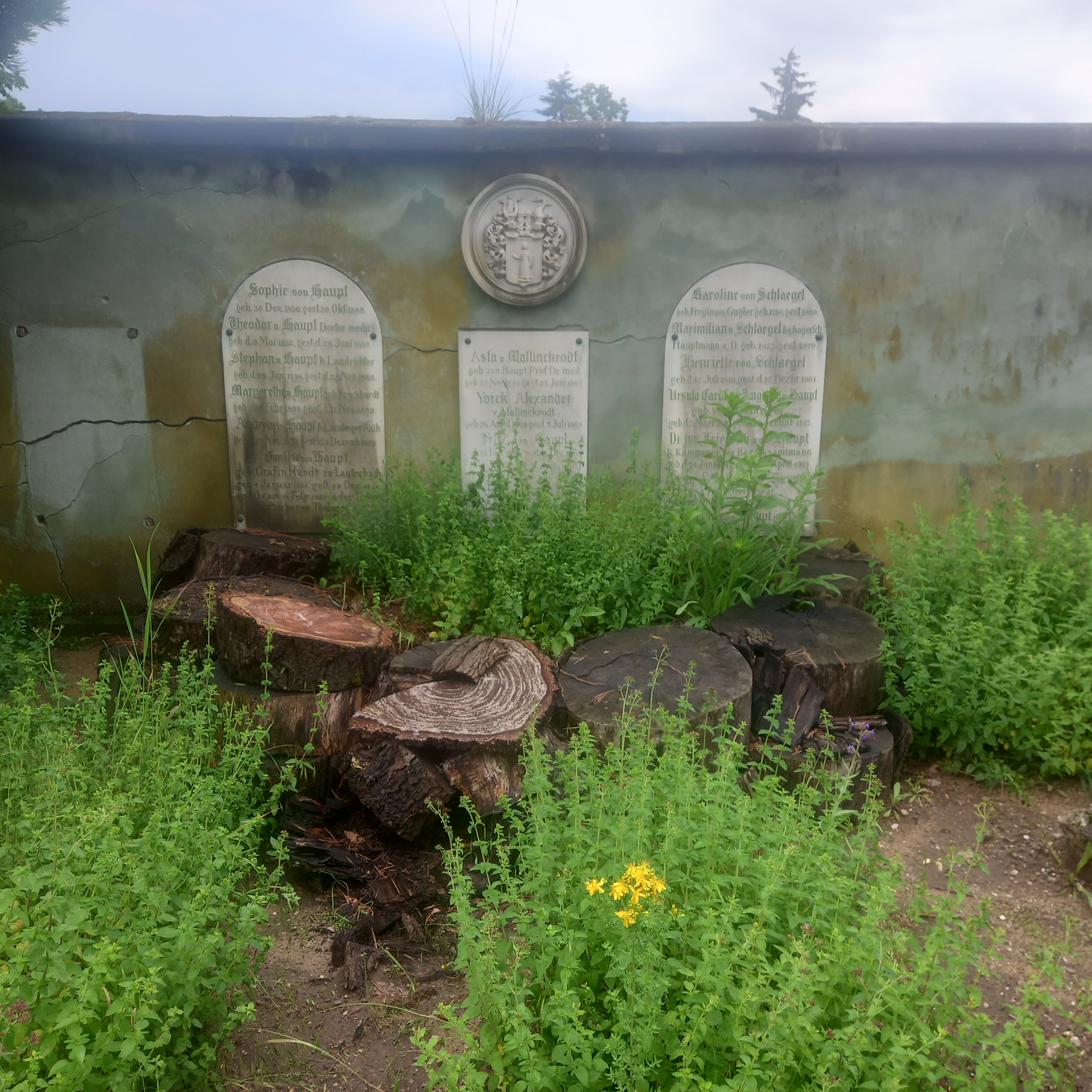
Das Grab von Asta von Mallinckrodt-Haupt auf dem Hauptfriedhof in Bamberg

Asta von Mallinckrodt-Haupt, auch Malinkrodt, (* als Auguste Stephanie von Haupt, 27. November 1896 in Bamberg; † 23. Juni 1960 in Köln) war eine deutsche Dermatologin.
Asta von Mallinckrodt-Haupt war die Tochter des Amtsgerichtsrats Stephan von Haupt. Obwohl ihr als Mädchen der Gymnasiumsbesuch verwehrt wurde, konnte sie dank Privatunterricht das Abitur als Externe ablegen. Sie studierte ab 1915 Medizin in Berlin mit dem Staatsexamen 1921 und anschließender Facharztausbildung in Dermatologie an der Charité bei Franz Blumenthal. 1922 wurde sie in Berlin bei Blumenthal promoviert mit der Dissertation Beitrag zur Frage der Immunitätserscheinungen bei Hyphomycetenerkrankungen (Note sehr gut). Mit Blumenthal verfasste sie 1929 im Handbuch der Haut- und Geschlechtskrankheiten von Josef Jadassohn das Kapitel über die Serodiagnostik der Lues. 1922 heiratete sie in Bamberg den Oberförster Johann Dietrich von Mallinckrodt, mit dem sie zwei Töchter und drei Söhne hatte. Sie blieb bis 1924 an der Hautklinik der Charité und zog dann wegen des Berufs ihres Mannes von Potsdam (wo sie seit 1922 wohnte) nach Daun in der Eifel. Sie absolvierte 1928 bis 1930  ein Volontariat bei Erich Hoffmann in Bonn und war 1930 Assistentin von Theo Schreuss an der Hautklinik der Medizinischen Akademie in Düsseldorf, wo sie sich 1932 habilitierte (Der Stoffwechsel der pathogenen Hautpilze und seinem Zusammenhang mit der Pathogenie der Mykosen) und Dozentin an der Medizinischen Akademie wurde. Ab 1931 war sie außerdem niedergelassene Ärztin in Brühl. 1939 habilitierte sie sich in Köln um und wurde dort Privatdozentin  und 1941 außerplanmäßige Professorin in Köln und damit erste Professorin für Dermatologie in Deutschland. Außerdem war sie Gausachbearbeiterin in Köln/Aachen und im Kampf gegen Alkohol und Tabak engagiert und veröffentlichte 1938 über die Bekämpfung der Prostitution. 1950/51 gründete sie eine Privatklinik für Hautkrankheiten in Brühl und leitete diese bis 1959, als sie einen Herzinfarkt erlitt.
Asta von Mallinckrodt-Haupt befasste sich vor allem mit Pilzkrankheiten der Haut.
Sie ist die Mutter der Toxikologin Marika Geldmacher-von Mallinckrodt.